# Palanca, Bacău
Palanca là một xã thuộc hạt Bacău, România. Dân số thời điểm năm 2002 là 3781 người.